# Акшоки (Каркаралінський район)
Акшоки́ (каз. Ақшоқы) — село у складі Каркаралінського району Карагандинської області Казахстану. Входить до складу сільського округу Нуркена Абдірова.
Населення — 95 осіб (2021; 154 у 2009, 208 у 1999, 196 у 1989).
Національний склад станом на 1989 рік:
- казахи — 100 %.